# بوهوسلاف ابرمن
بوهوسلاف ابرمن (چکی: Bohuslav Ebermann؛ زادهٔ ۱۹ سپتامبر ۱۹۴۸) بازیکن هاکی روی یخ اهل چکسلواکی بود.